# Heartbeat City
| Оценки критиков               | Оценки критиков |
| Источник                      | Оценка          |
| ----------------------------- | --------------- |
| AllMusic                      | [ 1 ]           |
| The Baltimore Sun             | [ 2 ]           |
| Chicago Tribune               | [ 3 ]           |
| Classic Rock                  | 9/10            |
| Mojo                          | [ 5 ]           |
| Pitchfork                     | 7.5/10          |
| Rolling Stone                 | [ 7 ]           |
| The Rolling Stone Album Guide | [ 8 ]           |
| Under the Radar               | 8/10            |
| The Village Voice             | B+              |

Heartbeat City (с англ. — «Город Серцебиения») — пятый студийный альбом американской рок-группы The Cars, выпущенный 13 марта 1984 года на лейбле Elektra Records. Группа спродюсировала альбом вместе с Робертом Джоном «Маттом» Лангом, тем самым впервые отказавшись от услуг Роя Томаса Бейкера продюсировавшего все их предыдущие пластинки.
Heartbeat City стал наиболее популярным релизом The Cars со времён их дебютного альбома. Так, критик Роберт Кристгау отметил, что «отполированный звук, придуманный группой, сделал этот год лучшим годом для поп-музыки практически за последние двадцать лет, и вполне справедливо, что они столь уверенно вернулись в форму». Песни с этого альбома были крайне популярны на радиостанциях формата «современный рок» и AOR, а синглы «Drive» и «You Might Think» отметились на третьем и седьмом местах Billboard Hot 100, соответственно, в то время как альбом достиг третьего места в Billboard 200. Ряд песен получили высокую ротацию на радио и телевидении; в частности «Drive», «You Might Think» и «Magic» регулярно появлялись в эфире телеканала MTV.

## Об альбоме
Heartbeat City породил шесть синглов. Заглавный трек стал шестым и последним синглом альбома за пределами Северной Америки. Ведущий вокал на «Drive» исполнил басист Бенджамин Орр. Клип на песню был снят актёром Тимоти Хаттоном, и в нём Рик Окасек спорит с проблемной молодой женщиной, которую играет модель Полина Поризкова, позднее они поженились. Видео для «Hello Again» было снято легендарным Энди Уорхолом, который также появляется в камео.
Несмотря на то, что песня не была выпущена как сингл, «It’s Not the Night» достигла 31-го места в чарте Top Rock Tracks. Песня «Stranger Eyes» была использована в трейлере фильма 1986 года Лучший стрелок, однако режиссёр не стал использовать её в саундтреке картины. Песня «Looking for Love» была перепета австрийским певцом Фалько как «Munich Girls» на его альбоме Falco 3 1985 года.
Когда The Cars выступали на Live Aid, они сыграли три песни с альбома («You Might Think», «Drive» и заглавный трек альбома), а также один из фанатских фаворитов — «Just What I Needed».
В работе над альбомом принимал участие известный продюсер Роберт Джон Ланг. Из-за желания поработать с The Cars он даже отказался от продюсирования пластинки Hysteria группы Def Leppard. Однако в связи с паузами в записи альбома американцев Ланг в конечном счете смог поработать с обоими коллективами.

## Обложка
Обложка (включая изображение машины Plymouth Duster 340 1971 года выпуска) взята из произведения Питера Филлипса 1972 года под названием Art-O-Matic Loop di Loop.

## Список композиций
Слова и музыка всех песен — Рик Окасек, кроме указанных иначе.
| №                   | Название                                         | Основной вокал      | Длительность |
| ------------------- | ------------------------------------------------ | ------------------- | ------------ |
| 1.                  | «Hello Again» (с англ. — «Привет Ещё Раз»)       | Окасек              | 3:47         |
| 2.                  | «Looking for Love» (с англ. — «В Поисках Любви») | Окасек              | 3:52         |
| 3.                  | «Magic» (с англ. — «Магия»)                      | Окасек              | 3:57         |
| 4.                  | «Drive» (с англ. — «Привезёт»)                   | Бенджамин Орр       | 3:55         |
| 5.                  | «Stranger Eyes» (с англ. — «Чужие Глаза»)        | Орр                 | 4:26         |
| Общая длительность: | Общая длительность:                              | Общая длительность: | 19:57        |

| №                   | Название                                                    | Автор(ы)            | Основной вокал      | Длительность |
| ------------------- | ----------------------------------------------------------- | ------------------- | ------------------- | ------------ |
| 6.                  | «You Might Think» (с англ. — «Ты Наверное Думаешь»)         |                     | Окасек              | 3:04         |
| 7.                  | «It’s Not the Night» (с англ. — «Это Не Ночь»)              | Окасек, Грег Хоукс  | Орр/Окасек          | 3:49         |
| 8.                  | «Why Can’t I Have You» (с англ. — «Почему Тебя у Меня Нет») |                     | Окасек              | 4:04         |
| 9.                  | «I Refuse» (с англ. — «Я Отказываюсь»)                      |                     | Окасек              | 3:16         |
| 10.                 | «Heartbeat City» (с англ. — «Город Серцебиения»)            |                     | Окасек              | 4:31         |
| Общая длительность: | Общая длительность:                                         | Общая длительность: | Общая длительность: | 18:44        |

| №                   | Название                                                                               | Основной вокал      | Длительность |
| ------------------- | -------------------------------------------------------------------------------------- | ------------------- | ------------ |
| 11.                 | «Hello Again» (ремикс)                                                                 | Окасек              | 5:57         |
| 12.                 | «Drive» (демо)                                                                         | Орр                 | 4:45         |
| 13.                 | «One More Time» (с англ. — «Ещё Раз», Ранняя версия "Why Can’t I Have You")            | Окасек              | 3:59         |
| 14.                 | «Baby I Refuse» (с англ. — «Детка, Я Отказываюсь», Ранняя версия "I Refuse")           | Окасек              | 3:52         |
| 15.                 | «Jacki» (с англ. — «Джеки», Ранняя версия "Heartbeat City")                            | Окасек              | 4:16         |
| 16.                 | «Breakaway» (с англ. — «Отколовшийся», Сторона Б сингла "Why Can’t I Have You")        | Окасек              | 3:47         |
| 17.                 | «Tonight She Comes» (с англ. — «Сегодня Вечером Она Придёт», из "Greatest Hits", 1985) | Окасек              | 3:58         |
| Общая длительность: | Общая длительность:                                                                    | Общая длительность: | 30:34        |

### Замечания
- «Stranger Eyes» называется «Stranger» на обложке ранних американских виниловых изданий, хотя на внутренней стороне обложки название указано как «Stranger Eyes».
- «Heartbeat City» озаглавлена «Jacki» на внутренней стороне ранних американских виниловых пластинок, хотя на обложке название указано (правильно) как «Heartbeat City». На ранних кассетных версиях трек называется «Jacki» на кассетной вставке, но на самой кассете он называется «Heartbeat City».

## Участники записи
Взято из примечаний на обложке альбома Heartbeat City.

| - Рик Окасек — вокал, гитара - Бен Орр — вокал, бас-гитара - Эллиот Истон — гитара, вокал - Грег Хоукс — клавишные, вокал, Fairlight CMI программирование - Дэвид Робинсон — ударные, Fairlight CMI программирование - Энди Топека — Fairlight CMI программирование | - Роберт Джон "Матт" Ланг — продюсер - The Cars — продюсеры - Найджел Грин — звукорежиссёр записи - Майк Шипли — звукорежиссёр сведения - Джордж Марино — мастеринг на Sterling Sound (Нью-Йорк) - Энди Топека — ассистент продюсера - Дэвид Хеглмайер — ассистент продюсера - Стив Рэнс — ассистент продюсера - Дэвид Робинсон — дизайн обложки - Питер Филлипс — картина с обложки - HSU — арт-директор - Кэти Хензи — арт-директор - Дорис Клостер — фотография - Джордж Хольц — фотография |

## Чарты
| Чарт (1984–1985)                      | Наивысшая позиция |
| ------------------------------------- | ----------------- |
| Australian Albums (Kent Music Report) | 15                |
| Канада (RPM Top Albums/CDs)           | 5                 |
| Нидерланды (Album Top 100)            | 41                |
| European Albums (Music & Media)       | 33                |
| Германия (Offizielle Top 100)         | 15                |
| Новая Зеландия (RMNZ)                 | 1                 |
| Швеция (Sverigetopplistan)            | 26                |
| Швейцария (Schweizer Hitparade)       | 20                |
| Великобритания (UK Albums Chart)      | 25                |
| США (Billboard 200)                   | 3                 |
| US Rock Albums (Billboard)            | 1                 |

| Чарты (1984)                | Позиция |
| --------------------------- | ------- |
| Canada Top Albums/CDs (RPM) | 12      |
| New Zealand Albums (RMNZ)   | 5       |
| US Billboard 200            | 12      |

| Чарт (1985)                 | Позиция |
| --------------------------- | ------- |
| Canada Top Albums/CDs (RPM) | 69      |
| New Zealand Albums (RMNZ)   | 16      |
| US Billboard 200            | 49      |

### Синглы
| Год  | Название               | Чарт                                | Наивысшая позиция |
| ---- | ---------------------- | ----------------------------------- | ----------------- |
| 1984 | «You Might Think»      | Billboard Hot 100                   | 7                 |
| 1984 | «You Might Think»      | Billboard Mainstream Rock Tracks    | 1                 |
| 1984 | «It’s Not the Night»   | Billboard Mainstream Rock Tracks    | 31                |
| 1984 | «Magic»                | Billboard Hot 100                   | 12                |
| 1984 | «Magic»                | Billboard Mainstream Rock Tracks    | 1                 |
| 1984 | «Drive»                | Billboard Hot 100                   | 3                 |
| 1984 | «Drive»                | Billboard Adult Contemporary Tracks | 1                 |
| 1984 | «Drive»                | Billboard Mainstream Rock Tracks    | 9                 |
| 1984 | «Hello Again»          | Billboard Hot Dance Music/Club Play | 8                 |
| 1984 | «Hello Again»          | Billboard Mainstream Rock Tracks    | 22                |
| 1984 | «Hello Again»          | Billboard Hot 100                   | 20                |
| 1985 | «Why Can’t I Have You» | Billboard Mainstream Rock Tracks    | 11                |
| 1985 | «Why Can’t I Have You» | Billboard Hot 100                   | 33                |

## Сертификации
| Регион                                                      | Сертификация  | Продажи    |
| ----------------------------------------------------------- | ------------- | ---------- |
| Новая Зеландия (RMNZ)                                       | Платиновый    | 15 000^    |
| Великобритания (BPI)                                        | Золотой       | 100 000^   |
| США (RIAA)                                                  | 4× Платиновый | 4 000 000^ |
| ^ Данные о тиражах приведены только на основе сертификации. |               |            |